# Dehlaq
Dehlaq (persiska: دِهلِه, دهلق) är en ort i Iran.   Den ligger i provinsen Markazi, i den centrala delen av landet, 230 km sydväst om huvudstaden Teheran. Dehlaq ligger 1 672 meter över havet och antalet invånare är 117.
Terrängen runt Dehlaq är huvudsakligen platt, men västerut är den kuperad. Terrängen runt Dehlaq sluttar österut.Runt Dehlaq är det ganska tätbefolkat, med 120 invånare per kvadratkilometer. Närmaste större samhälle är Arak, 18,7 km söder om Dehlaq. Trakten runt Dehlaq består i huvudsak av gräsmarker.